# Colastes catenator
Colastes catenator är en stekelart som först beskrevs av Alexander Henry Haliday 1836.  Colastes catenator ingår i släktet Colastes och familjen bracksteklar. Arten är reproducerande i Sverige. Inga underarter finns listade i Catalogue of Life.